# Марилін (Люблінське воєводство)
Марилін (пол. Marylin) — село в Польщі, у гміні Вишниці Більського повіту Люблінського воєводства.
Населення — 78 осіб (2011).
У 1975-1998 роках село належало до Білопідляського воєводства.

## Демографія
Демографічна структура станом на 31 березня 2011 року:
|          | Загалом | Допрацездатний вік | Працездатний вік | Постпрацездатний вік |
| -------- | ------- | ------------------ | ---------------- | -------------------- |
| Чоловіки | 39      | 4                  | 27               | 8                    |
| Жінки    | 39      | 6                  | 17               | 16                   |
| Разом    | 78      | 10                 | 44               | 24                   |